# Porphyronota rougemonti
Porphyronota rougemonti är en skalbaggsart som beskrevs av Holm 1990. Porphyronota rougemonti ingår i släktet Porphyronota och familjen Cetoniidae. Inga underarter finns listade i Catalogue of Life.